# François-Auguste Ravier

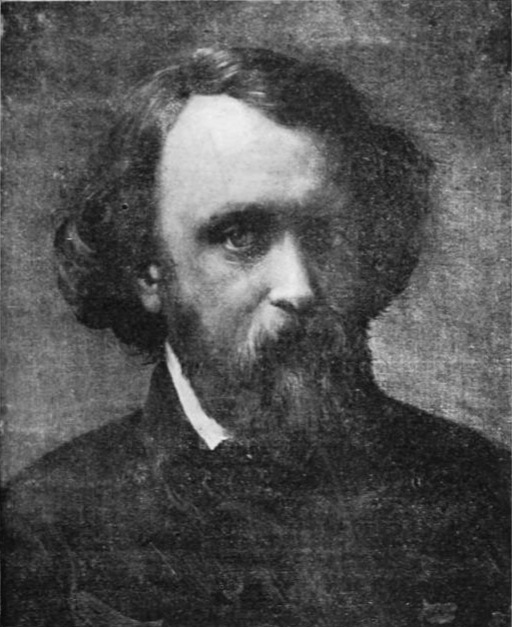
Ravier, Auguste por Jammot

François-Auguste Ravier (Lyon, 4 de mayo de 1814-Morestel, 26 de junio de 1895) fue un pintor paisajista francés.

## Biografía
François-Auguste Ravier se dedicó a la pintura después de obtener la licenciatura en derecho en París en 1834. Habiéndose acercado al estudio de Théodore Caruelle d'Aligny, Ravier se hizo amigo de Jean-Baptiste Camille Corot y luego de Charles-François Daubigny , dos de los principales representantes de la escuela de Barbizon. Conoció también a Dominique Ingres e Hippolyte Flandrin en Roma, así como a varios artistas que se quedaron allí, como él.
Después se instaló en Crémieu en 1850 y luego en Morestel en 1868, seducido por la luminosidad de los paisajes. La acogida y los consejos que este paisajista del Delfinado prodiga a numerosos artistas han dado lugar a obras cercanas a la suya. Entre sus obras y las del italiano Antonio Fontanesi, hay tal similitud de temas y técnica, que Ravier, pocos años después, ya no sabía lo que le había enseñado a Fontanesi y lo que le había aprendido de él. Estos artistas no forman un movimiento sino que presentan interés para Ravier que se atreve y experimenta con nuevas perspectivas. Mucho más tarde, sus seguidores fueron agrupados bajo el nombre de Escuela de Morestel por un historiador del arte de Grenoble. Además en 1876 descubrió el talento del joven François Guiguet. La ceguera progresiva oscureció sus últimos años.
Admirador de Turner, François-Auguste Ravier trabajaba el color muy empastado, con una materia espesa, hasta la obsesión, sin descuidar nunca las líneas siempre visibles bajo el pigmento, favoreciendo las luces y sus sombras. En esto, se le puede considerar como uno de los precursores del impresionismo. Ravier traspasa los límites del género paisajístico introduciendo la audacia del color. Su amigo Félix Thiollier de Saint Etienne será su primer biógrafo.

## Colecciones públicas
Estados Unidos

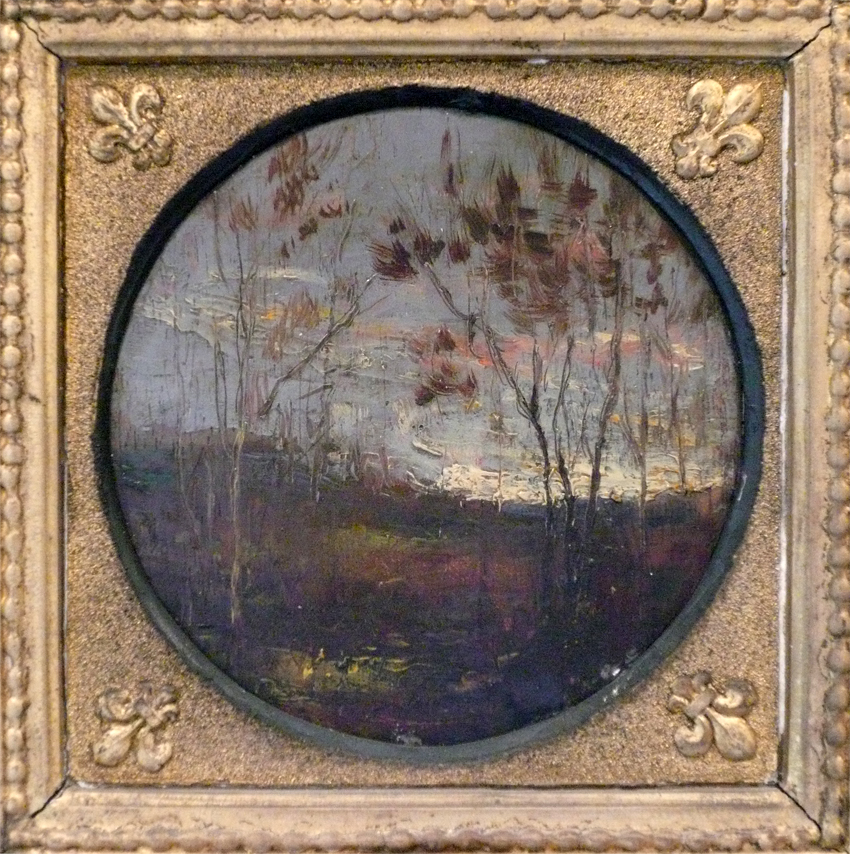
La nube rosa, Bagnols-sur-Cèze, Museo Albert-André.

- Cleveland, Museo de Arte de Cleveland.[3]
- Washington, Galería Nacional de Arte.[4]

Francia
- Aix-les-Bains, Museo Faure.
- Bagnols-sur-Cèze, museo Albert-André : La Nube Rosa.
- Brest, Museo de Bellas Artes : Paisaje al atardecer, óleo sobre madera, 22,7 × 34,5.[5]
- Cherburgo-Octeville, Museo Thomas-Henry .
- Grenoble, Museo de Grenoble : Atardecer, óleo sobre cartón, 20 × 25.[6]
- Lyon, Museo de Bellas Artes : La orilla del estanque, óleo sobre lienzo, 25 × 33.[2]
- Morestel, Maison Ravier.[7]
- París, Museo de Orsay : El estanque de La Levaz en Morestel, óleo sobre lienzo, 25 × 33.[8]
- Reims, Museo de Bellas Artes : Viejo árbol en la llanura, 1868, óleo sobre lienzo, 23 × 42.[9]
- Tolón, Museo de Arte .

Reino Unido
- Cambridge, Museo Fitzwilliam : Paisaje al atardecer, óleo sobre papel colocado sobre lienzo, 25 34cm.[10]

Œuvres de François-Auguste Ravier
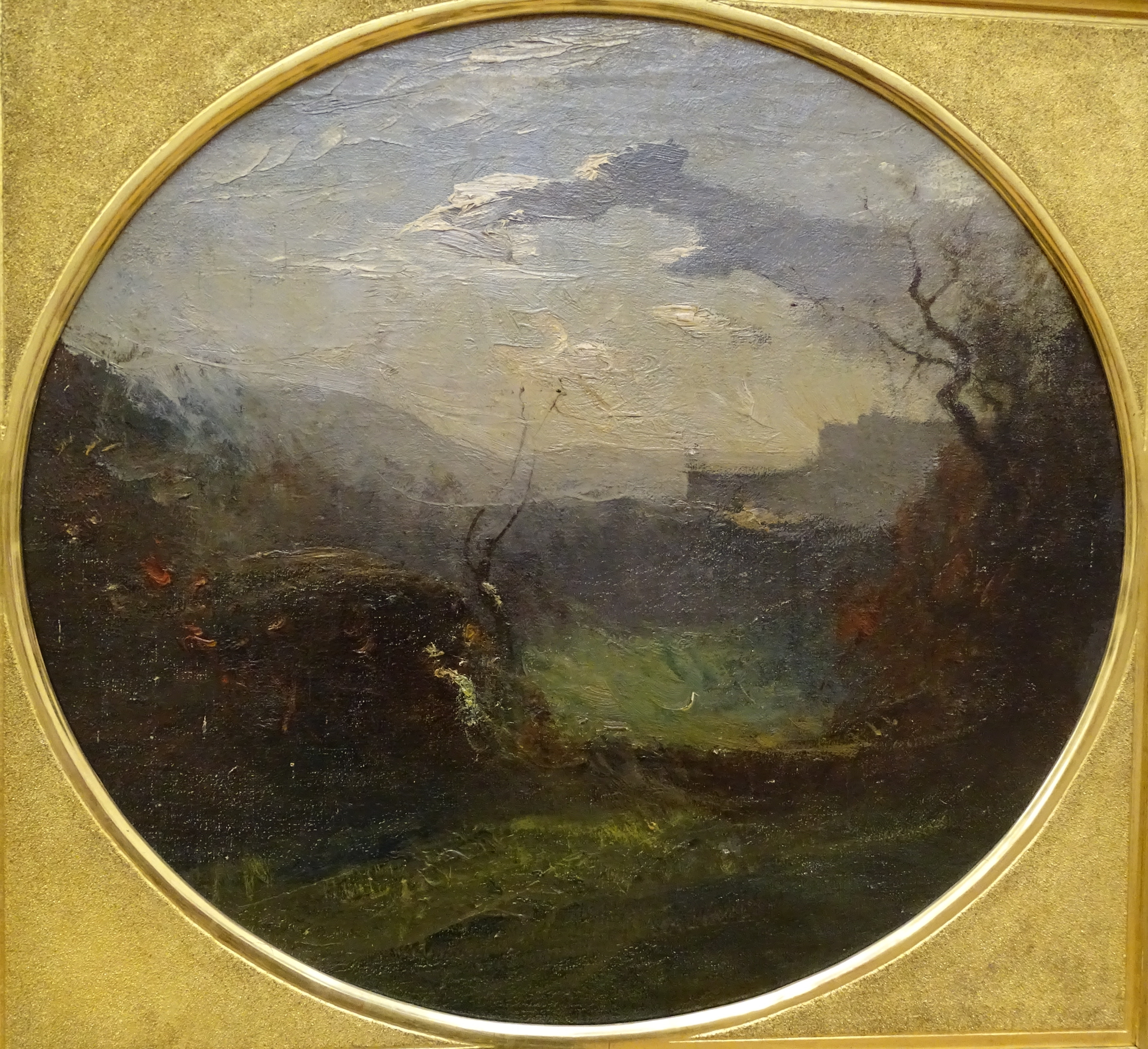
Champprofundo. Alrededores de Crémieu (Isère) ; Efecto matinal (entre 1875 y 1895), Museo de Grenoble .
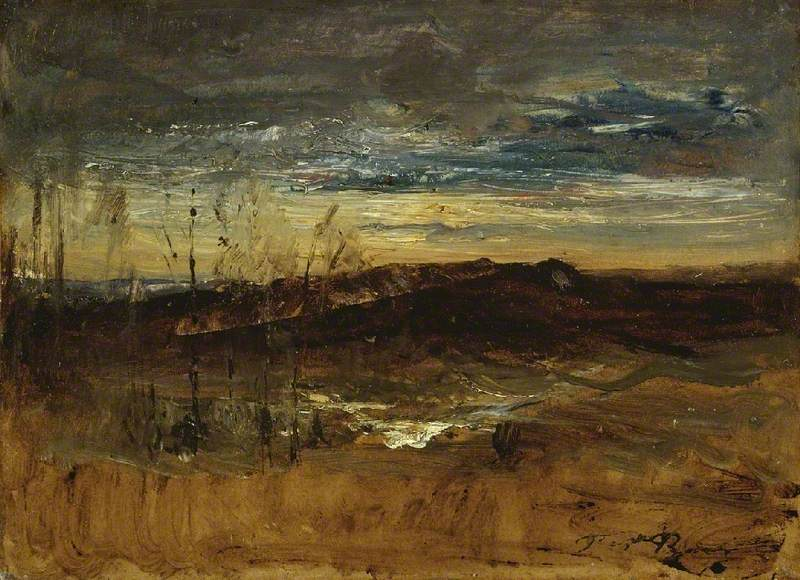
Paisaje al atardecer, Cambridge, Museo Fitzwilliam .
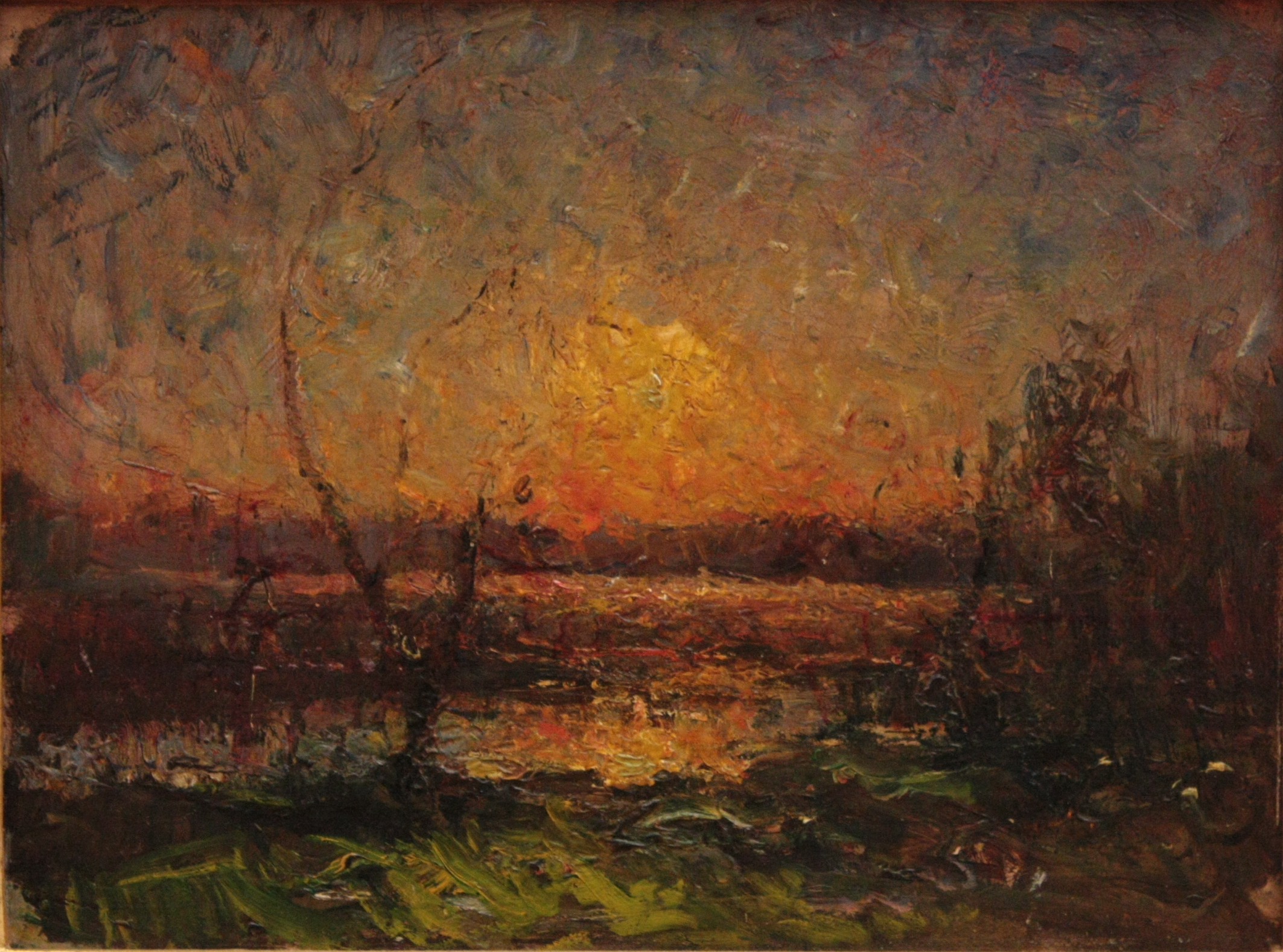
Puesta de sol, Museo de Grenoble .
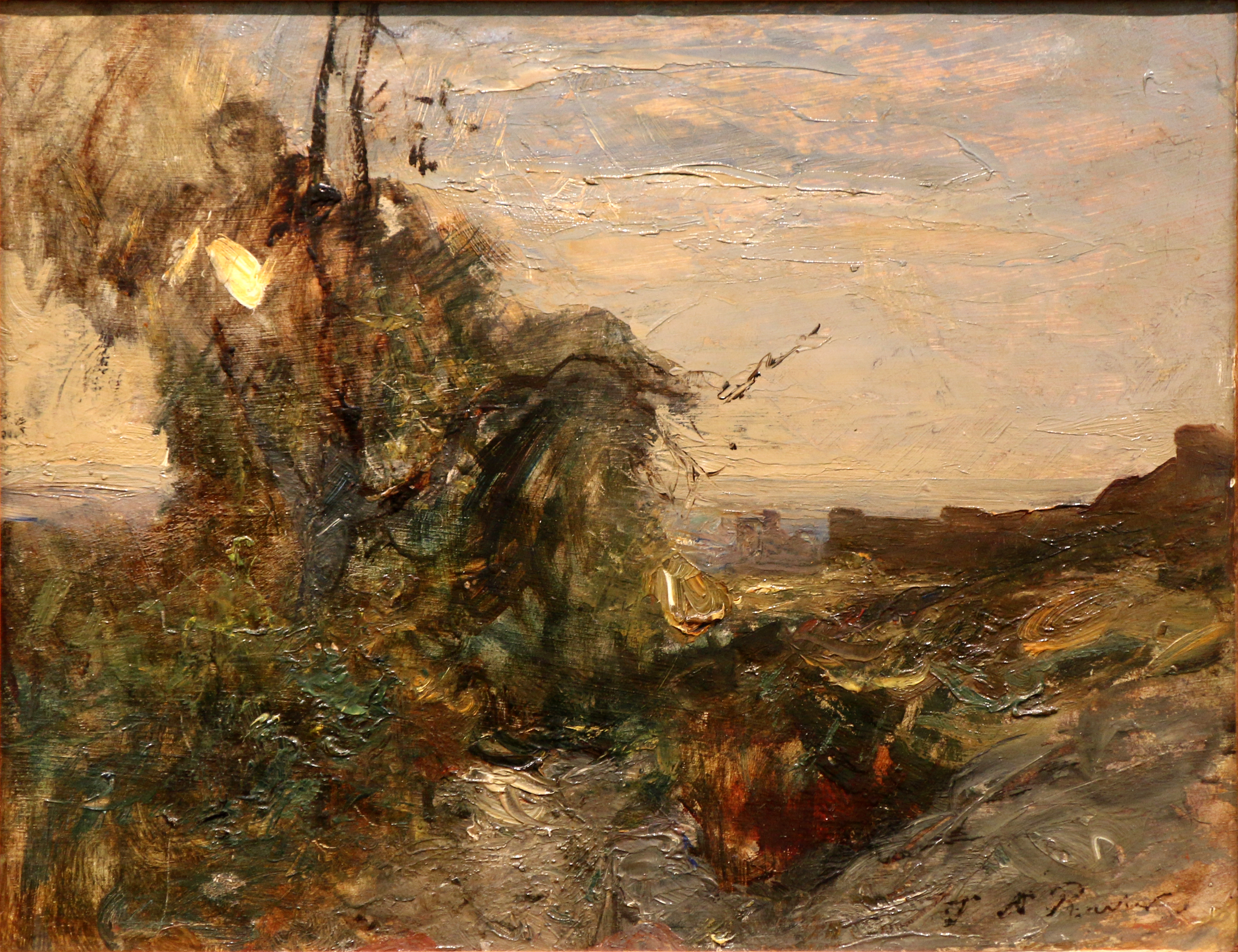
Crémieu, Museo de Arte de Toulon .